# オトン3世 (ブルゴーニュ伯)
ブルゴーニュ伯オトン3世（フランス語：Otton III de Bourgogne, 1208年 - 1248年6月19日）またはメラーン公オットー2世（ドイツ語：Otto II. von Meran）は、アンデクス伯、メラーン公およびブルゴーニュ伯（在位：1234年 - 1248年）。

## 生涯
オトン3世は、メラーン公オットー1世とブルゴーニュ女伯ベアトリス2世の間に1208年に生まれた。1234年5月7日にブルゴーニュ伯位を含む父の地位を継承した。
オトン3世は1248年に40歳で嗣子なく死去した。アンデクス＝メラーン公家の直系男系子孫はオトン3世の死により断絶し、アンデクス公領はバンベルク司教領に併合された。また、妹アーデルハイトがブルゴーニュ伯位を継承し、夫ユーグ3世・ド・シャロンも結婚によりブルゴーニュ伯となり、舅のシャロン伯ジャン1世が1267年までブルゴーニュ伯領の摂政をつとめた。